# マン島の地方行政区画
マン島の地方行政区画は、古くは6つの郡（Sheading）を教区を元に17の区（parish）に分割したものであった。
その後再編が進み、現在では4つの市街区（Town）、2つの地区（District）、3つの村落区（village）、15の教区から構成されている。
現在、エア郡（Ayre）、ガルフ郡（Garff）、グレンファーバ郡（Glenfaba）、マイケル郡（Michael）、ミドル郡（Middle）、ラッシェン郡（Rushen）の6郡は、下院の選挙区と検死官の任命にもちいられている。

## 現在の地方行政区画
| #  | 名称                                     | 種類 | 郡               | 下院の選挙区                                   |
| -- | ---------------------------------------- | ---- | ---------------- | ---------------------------------------------- |
| 1  | アンドレアス（Andreas）                  | 教区 | エア郡           | エア郡                                         |
| 2  | アーバリ（Arbory）                       | 教区 | ラッシェン郡     | ラッシェン                                     |
| 3  | バラーフ（Ballaugh）                     | 教区 | マイケル郡       | マイケル郡                                     |
| 4  | ブラッダン（Braddan）                    | 教区 | ミドル郡         | ミドル郡                                       |
| 5  | ブライド（Bride）                        | 教区 | エア郡           | エア郡                                         |
| 6  | カッスルタウン（Castletown）城 の 市     | 市街 | ラッシェン郡     | カッスルタウン                                 |
| 7  | ダグラス（Douglas、首都）                | 市街 | ミドル郡         | ダグラス北、ダグラス西、ダグラス東、ダグラス南 |
| 8  | ジャーマン（German）                     | 教区 | グレンファーバ郡 | グレンファーバ郡                               |
| 9  | ジャービ（Jurby）                        | 教区 | マイケル郡       | マイケル郡                                     |
| 10 | ラクシ（Laxey） 鮭の川                   | 村落 | ガルフ郡         | ガルフ郡                                       |
| 11 | レゼーア（Lezayre）                      | 教区 | エア郡           | エア郡                                         |
| 12 | ロナン（Lonan）                          | 教区 | ガルフ郡         | ガルフ郡                                       |
| 13 | マルー（Malew）                          | 教区 | ラッシェン郡     | マルー・アンド・サントン                       |
| 14 | マローン（Marown）                       | 教区 | ミドル郡         | ミドル郡                                       |
| 15 | マコールド（Maughold）                   | 教区 | ガルフ郡         | ガルフ郡                                       |
| 16 | マイケル（Michael）                      | 地区 | マイケル郡       | マイケル郡                                     |
| 17 | オンカン（Onchan）                       | 地区 | ミドル郡         | オンカン                                       |
| 18 | パトリック（Patrick）                    | 教区 | グレンファーバ郡 | グレンファーバ郡                               |
| 19 | ピール（Peel）                           | 市街 | グレンファーバ郡 | ピール                                         |
| 20 | ポート・エリン（Port Erin）愛蘭の港      | 村落 | ラッシェン郡     | ラッシェン                                     |
| 21 | ポート・セント・メアリー（Port St Mary） | 村落 | ラッシェン郡     | ラッシェン                                     |
| 22 | ラムジ（Ramsey）                         | 市街 | ガルフ郡         | ラムジー                                       |
| 23 | ラッシェン（Rushen）                     | 教区 | ラッシェン郡     | ラッシェン                                     |
| 24 | サントン（Santon）                       | 教区 | ミドル郡         | マルー・アンド・サントン                       |
|    |                                          |      |                  |                                                |
|    |                                          |      |                  |                                                |